# 班克斯 (阿肯色州)
班克斯（英語：Banks）是一個位於美國阿肯色州布拉德利縣的市鎮。根據2020年美國人口普查，該地人口為87人，而該地的面積約為0.97平方千米。

## 地理
班克斯的座標為33°34′36″N 92°16′05″W / 33.57667°N 92.26806°W，而該地的平均海拔高度為63米（即207英尺）。